# کنسولر
شهر کنسولر (به فرانسوی: Knesselare) در شهرستان گان در استان فلاندری شرقی در منطقه فلاندری در کشور بلژیک واقع شده‌است.

## نگارخانه

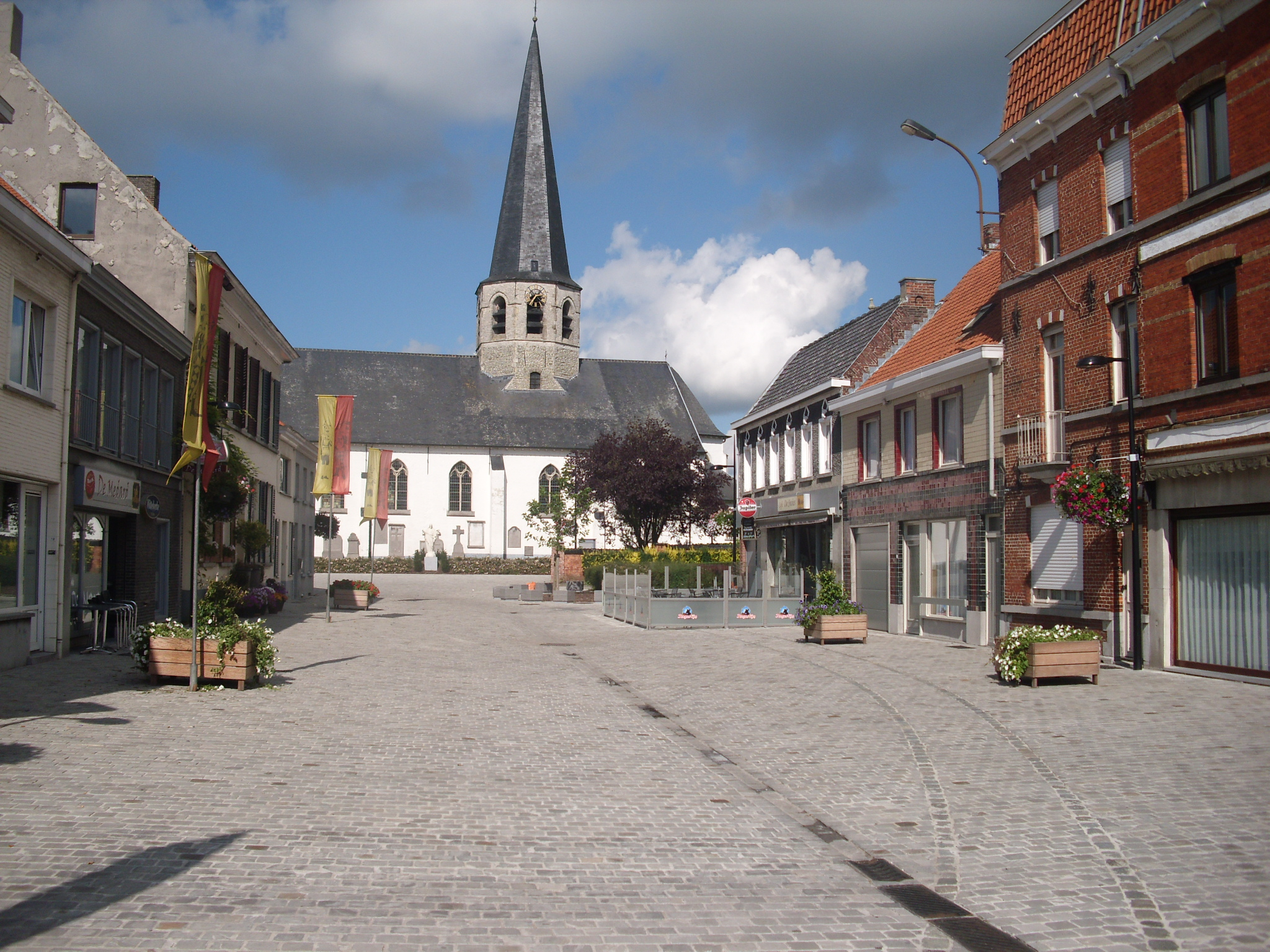
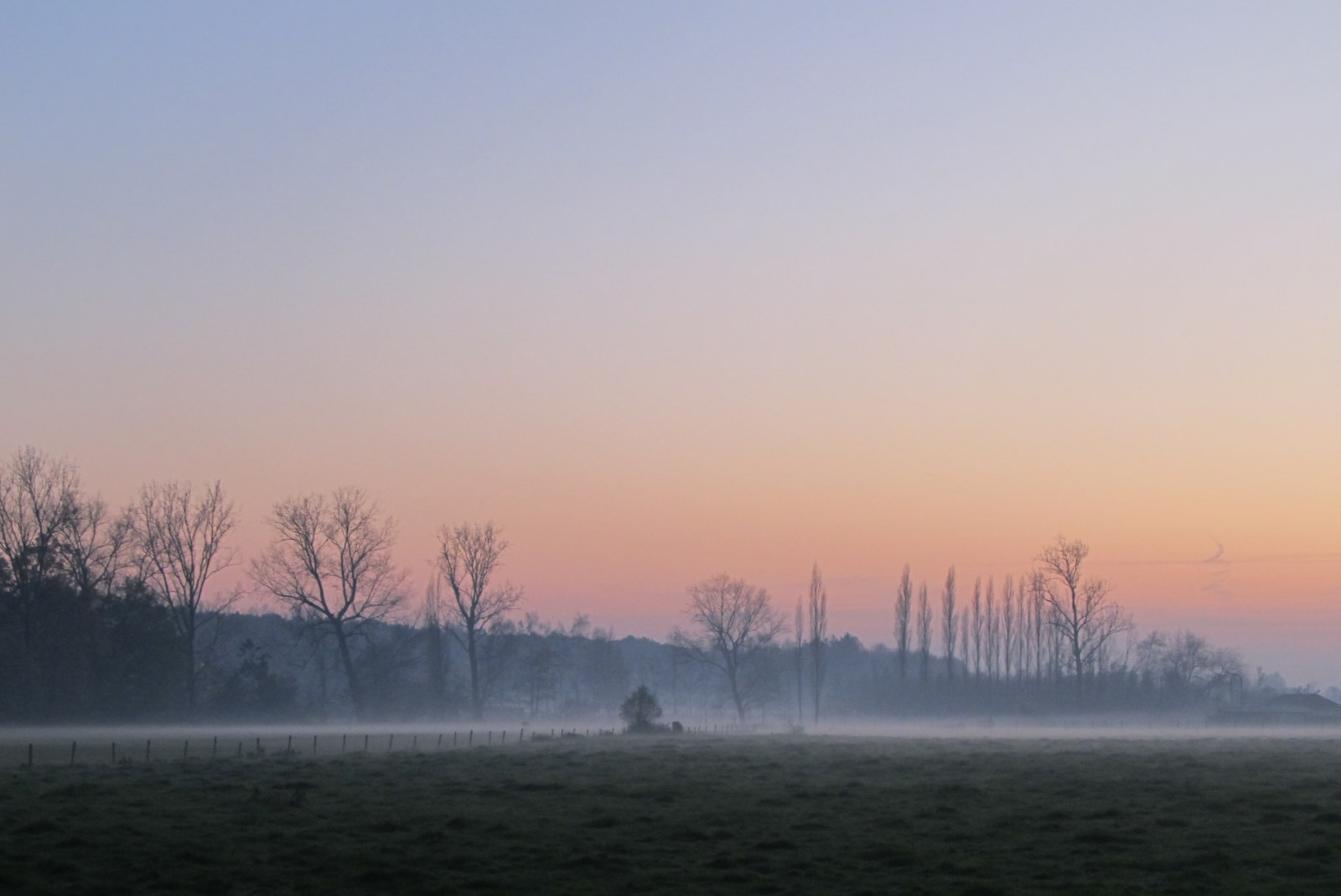
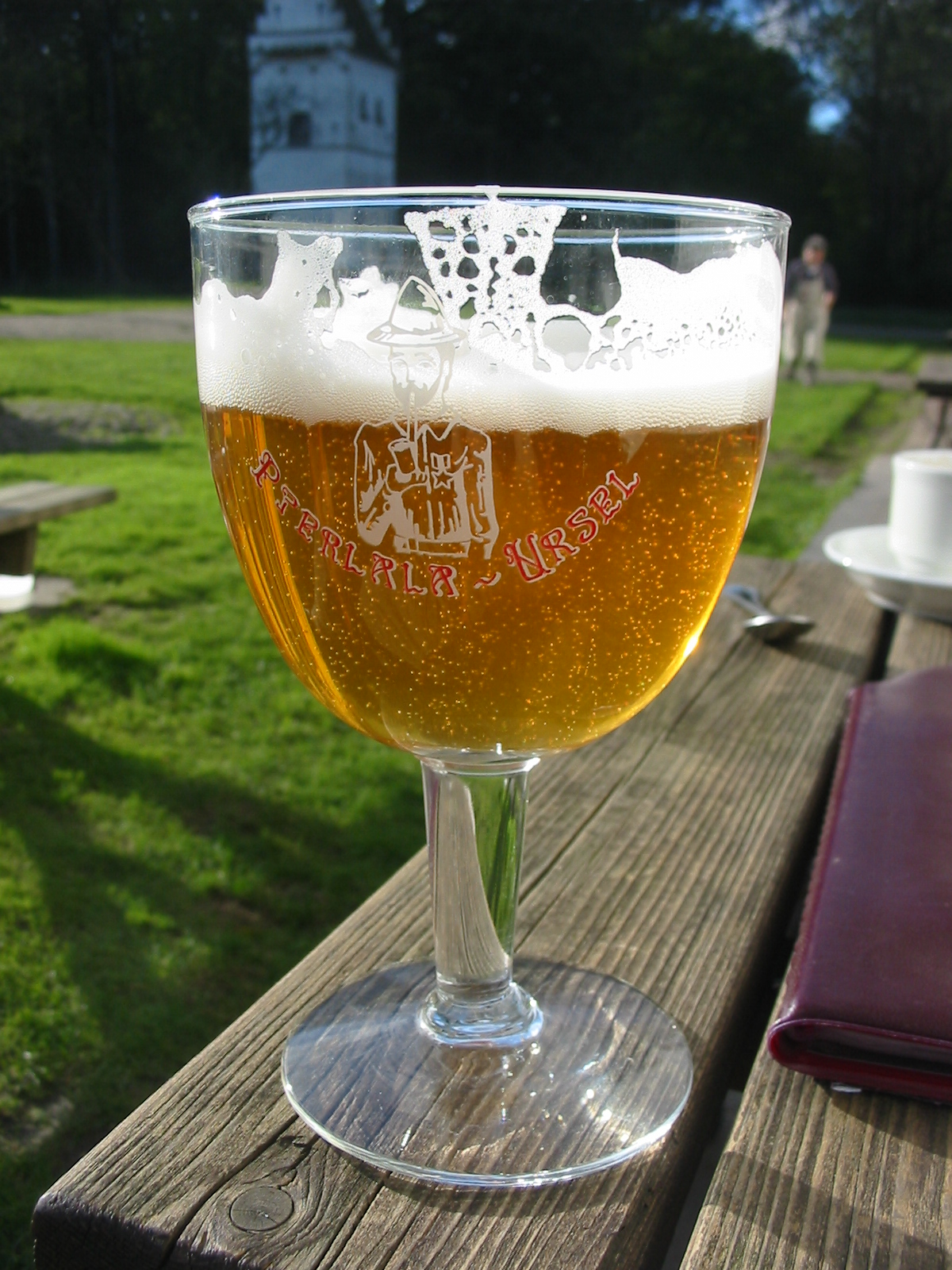